# منون
منون(به یونانی: Μένων) یکی از مکالمات افلاطون است. در این مکالمه، افلاطون آموختنی بودن فضیلت را با توجّه به نظریهٔ مثل شرح داده‌است.

## خلاصه مکالمه
منون از سقراط می‌پرسد فضیلت چیست؟ سقراط می‌گوید نمی‌دانم و از منون می‌خواهد که اگر می‌داند فضیلت چیست، آن را به او نیز بیاموزد. منون در جواب می‌گوید برای هر وضع و هر سن و هر کاری فضیلت خاصی وجود دارد و انواع فضیلت‌ها را نام می‌برد. سقراط می‌گوید من که نگفتم انواع فضیلت‌ها را نام ببر، سؤال این بود که صورت واحد فضیلت چیست؟ یا آن صورت واحد مشترکی که بدان علت به نامی واحد خوانده می‌شود. فضیلت در مورد همهٔ آدمیان یکی است نمی‌شود کسی جاهل یا ظالم باشد ولی دارای فضیلت باشد. فضیلت را کسی داراست که عادل و دانا و... باشد به عبارت دیگر کسی می‌تواند شهر و جامعه را خوب اداره کند که عادل و دانا و... است پس فضیلت نمی‌تواند بیش از یکی باشد.
منون تعریف دوم را ارائه می‌دهد: فضیلت این است که آدمی بتواند بر دیگران فرمانروایی کند. سقراط می‌گوید این حکم در بارهٔ کودکان و بندگان صادق نیست و در ضمن آیا به عدل فرمان براند یا به ظلم. منون می‌گوید بدیهی است که عدالت فضیلت است سقراط می‌گوید عدالت فضیلت است یا یکی از فضایل است. و اگر یکی از فضایل است ما باز به آن صورت واحد نرسیدیم. سقراط برای اینکه به منون بیاموزد صورت واحد یعنی چه شکل و رنگ را مطابق هندسه و نظر امپدوکلس تعریف می‌کند و بعد از منون می‌خواهد که صورت واحد فضیلت را تعریف کند.

مربع آبی دو برابر مربع زرد است

منون تعریف سوم را ارائه می‌دهد «آدمی از زیبایی لذت ببرد و به فراهم ساختن آن نیز توانا باشد» سقراط می‌گوید شیفتگان زیبایی خوبی را می‌جویند نه بدی را. افلاطون یکی از نظریه‌های کلیدی خود را بیان می‌کند که هیچ کس خواسته و دانسته به دنبال بد نمی‌رود. کسانی که به دنبال بدی هستند بدی را نیک می‌دانند و در حقیقت دنبال خوبی هستند نه بدی. اگر همهٔ انسان‌ها خوبی را می‌خواهند خواستن خوبی فضیلت نیست؛ چون در همه مشترک است.
سقراط خود تعریف چهارمی ارائه می‌دهد: «فضیلت این است که انسان بتواند خوبی را به دست آورد؟» منون می‌گوید منظور از خوبی تندرستی و توانگری است؛ البته اگر از راه درستی به‌دست آید. سقراط می‌گوید نیکی به‌دست نمی‌آید مگر از طریق عدالت و تقوا، عدالت خود جزئی از فضیلت است پس تمام فضیلت نیست در حالی که سقراط در پی تعریف خود فضیلت است. منون می‌گوید سقراط تو مانند«آن جانور دریایی هستی که هر کس به آن دست بزند تنش می‌لرزد و بی حس می‌شود.» سقراط می‌گوید اینکه من دیگران را مشوش می‌سازم از آن است که خود نیز همواره در تشویشم.
منون می‌گوید وقتی ما هیچ کدام حقیقت را نمی‌دانیم وقتی آن را یافتیم از کجا بدانیم که آن را درست یافتیم. این سخن کسنوفانس است که در امکان دست یابی انسان به حقیقت تردید داشت. سقراط می‌گوید «معنی سخن تو این است که آدمی نه دربارهٔ چیزی که می‌داند، تحقیق می‌تواند کرد و نه دربارهٔ آنچه نمی‌داند. زیرا در آنچه می‌داند نیازی به تحقیق نیست و در آنچه نمی‌داند تحقیق نمی‌تواند کرد چون نمی‌داند دربارهٔ چه تحقیق کند.» افلاطون در اینجا یکی دیگر از اندیشه‌های مهم خود را بیان می‌کند. آموختن چیزی جز یادآوری نیست. روح از آنجایی که جاودان است، هرگز از میان نمی‌رود؛ بلکه پس از آنکه از تن جدایی گزید دو باره زندگی را از سر می‌گیرد. در این جهان و در آن جهان همه چیز را می‌بیند و می‌شناسد«چون تمام طبیعت بهم پیوسته‌است و روح به همه چیز آشنا ست پس مانعی نیست که هر که چیزی را بیاد آورد اگر از جستجو باز نایستد همه چیز را به یاد بیاورد. این یادآوری را مردمان آموختن می‌نامند ولی پژوهیدن و آموختن در حقیقت جز به یاد آوردن نیست.» «نفس در ضمن سیر خود همه چیز را دیده و شناخته‌است و از این رو هر جستجو و آموزش در این جهان چیزی جز یاد آوری نیست.» سقراط برای اثبات درستی نظر خود از غلام منون می‌خواهد که به سؤالات او جواب دهد. سقراط از غلام سؤال می‌کند که اگر مربعی ضلع آن دو گز باشد مساحت آن می‌شود چهار گز و اگر بخواهیم مساحت را دو برابر یعنی هشت گز کنیم اندازهٔ ضلع مربع باید چند باشد غلام می‌گوید چهار، سقراط می‌گوید این که می‌شود شانزده گز. در حین گفتگو سقراط جواب درست را از غلام بیرون می‌آورد که اگر چهار مربع چهار گزی را در کنار هم بچینیم و قطرهای آن‌ها را به هم وصل کنیم یک مربع هشت گزی به‌دست می‌آید. حال آنچه را که به یاری سؤال و جواب به جنبش می‌آیند و صورت دانستن می‌پذیرند هم‌اکنون در این غلام هست و از کسی هم نیاموخته‌است پس باید تصدیق کنیم که روح او همیشه دانا بوده‌است و بنابراین روح ازلی و ابدی است. از خود بیرون آوردن دانستن چیزی جز بیاد آوردن نیست.
منون از سقراط می‌خواهد که به سؤال اول بحث جواب دهد که آیا فضیلت آموختنی هست یا خیر. سقراط می‌گوید اگر فضیلت نوعی دانش باشد آموختنی است. اگر ما تندرستی و زیبایی و توانگری را در راه درست بکار ببریم سودمند خواهد بود و همچنین عدالت و خویشتن داری و شجاعت را. یعنی همهٔ فعالیت‌های روح آدمی اگر با دانش و روشن بینی همراه باشند مایهٔ نیکبختی هستند وگرنه سبب تیره روزی است. پس اگر فضیلت از متعلقات روح و به هر حال سودمند باشد چیزی جز دانش نیست. «سود و زیان همهٔ چیزها برای آدمی بسته به روح است و نیکی و بدی روح بسته به اینکه از دانش و روشن‌بینی بهره مند باشد. نتیجه‌ای که از این استدلال به دست می‌آید این است که سودمند جز دانش و روشن بینی نیست.» «فضیلت در هر حال نیک است، همهٔ چیزهای نیک سودمندند، ولی تنها در صورتی سودمند می‌شوند که درست بکار برده شوند... اما درست بکار بردن هر چیز مستلزم شناسایی است..... پس اگر فضیلت از متعلقات نفس و به هر حال سودمند باشد، جز دانش نمی‌تواند بود.»
سقراط می‌پرسد اگر فضیلت دانش باشد باید آموختنی باشد اما چرا آموزگار فضیلت و شاگرد آن پیدا نمی‌شود. در اینجا افلاطون آنیتوس را وارد بحث می‌کند و سقراط از او می‌پرسد که آیا سوفیست‌هایی مثل پروتاگراس از چنین توانایی برخوردار نیستند و اگر سوفیست‌ها نمی‌توانند فضیلت را به جوانان آتن بیاموزند پس چرا مردان آتن فرزندان خود را پیش آنان می‌فرستند و پروتاگوراس چهل سال تدریس کرد و ثروت فراوانی به‌دست آورد. آنیتوس می‌گوید جوانان ما ابله هستند و بدتر از آن‌ها پدران و مادرانشان و از همه بدتر کسانی هستند که سوفیست‌ها را به شهر ما راه می‌دهند.«افلاطون از آوردن این صحنه مقصود دیگری ندارد جز اینکه تند مزاجی و تحریک پذیری آنیتوس و دشمنیش را با فرهنگ و تربیت نمایان سازد، او همان کسی است که در آینده بر سقراط دعوی جزایی اقامه خواهد کرد.»
سقراط از آنیتوس سؤال می‌کند که علت چیست که مردان سیاسی دانش و فضیلت را به فرزندان خود نمی‌آموزند. چرا کسانی مثل تمیستوکلس، آریسته ایدس و پریکلس برای فرزندانشان همه کار کردند؛ جز آموختن فضیلت که خود می‌توانستند به آسانی و به رایگان به فرزندان خود بیاموزند. سؤالی که در رساله گرگیاس نیز مطرح کرده بود. آنیتوس به سقراط می‌گوید بهتر است مراقب خودت باشی. آنیتوس سقراط را تهدید می‌کند. سقراط می‌گوید آنیتوس از من آزرده‌است «چه اولاً گمان می‌کند که من بزرگان کشور را بدنام می‌سازم و در ثانی خود را نیز یکی از آنان می‌شمارد.»
سقراط از منون می‌پرسد دانش دیگری را می‌شناسی که کسانی که خود را آموزگار آن می‌دانند از آن چیزی ندانند و مردمان شریف هم بعضی آن را آموختنی بدانند و بعضی ندانند. و اگر اینگونه باشد پس ما آموزگار فضیلت نداریم و شاگرد هم نخواهیم داشت. خلاصه فضیلت آموختنی نیست. دو استدلال در برابر هم. استدلال اول: فضیلت دانش است. دانش آموختنی است. پس فضیلت آموختنی است. استدلال دوم فضیلت آموختنی نیست. دانش آموختنی است. پس فضیلت دانش نیست.
سقراط می‌گوید اشکال کار ما در این است که ما فکر می‌کردیم که فقط به یاری دانش می‌توان کار درستی کرد ولی کسانی که پندار درست هم دارند می‌توانند کار درستی انجام دهند. کسی که راهی را می‌شناسد با کسی که پندار درستی دربارهٔ آن دارد با هم فرقی ندارند:«پس برای اینکه بتوانیم کاری درست بجا آوریم لازم نیست که قطعاً از دانش یاری بجوییم بلکه پندار درست نیز می‌تواند به ما یاری بکند.» البته کسی که از دانش بهره مند است همیشه به مقصد می‌رسد در حالی که صاحب پندار درست ممکن است برسد یا نرسد. منون سؤال می‌کند پس چرا ما دانش را بر پندار برتری می‌نهیم؟ سقراط می‌گوید اگر ما پندار درست را با زنجیر دلیل و برهان نبندیم، پندار درست از ما می‌گریزد. بستن همان یاد آوری است. پس «اگر بتوانیم آنها را ببندیم به دانش تبدیل می‌شوند و می‌مانند و از این روست که دانش به پندار درست برتری دارد و فرق آنها در همین بسته بودن و بسته نبوده‌است.» مردان سیاسی دانش ندارند فقط با پندار درست است که جامعه را اداره می‌کنند«پس ناروا نیست اگر کاهنان و پیشگویان و شاعران و مردان سیاسی را موجوداتی الهی بشماریم و بگوییم که آنان مجذوبان خدا هستند و دم خدا در آنان دمیده شده و آنان را به وجد و ذوق آورده‌است و از این رو می‌توانند با سخنان خود کارهای بزرگی بکنند بی آنکه دربارهٔ آنچه می‌گویند چیزی بدانند.»در رسالهٔ منون افلاطون به نوعی از دولتمردان سیاسی یونان دلجویی می‌کند یعنی به خاطر حمله‌ای که در رسالهٔ گرگیاس کرده‌است از آنان اعادهٔ حیثیت می‌کند.

## مطالعهٔ بیش‌تر
ترجمه فارسی این مکالمه
- افلاطون (۱۳۵۷)، دورهٔ ۷ جلدی آثار افلاطون، ترجمهٔ محمدحسن لطفی، رضا کاویانی، تهران: انتشارات خوارزمی

دربارهٔ این مکالمه
- Guides to the Socratic Dialogues: Plato's Meno A beginner's guide to the Meno
- Klein, Jacob. A Commentary on Plato's Meno. Chapel Hill: University of North Carolina Press, 1965.